# Extrasensorial
Extrasensorial è un film di coproduzione italiana, tedesca e statunitense del 1982 scritto e diretto da Alberto De Martino, interpretato da Michael Moriarty e Cameron Mitchell di genere giallo-horror.

## Trama
Il medico americano Craig Mannings, appassionato di parapsicologia, ha spesso delle visioni inquietanti. Alla nascita aveva un fratello gemello siamese, Keith, dal quale è stato separato chirurgicamente e allontanato con due adozioni separate alla morte dei genitori. Egli lo crede morto in giovane età nell'incendio della casa adottiva, ma indagando personalmente viene a scoprire che in realtà è ancora vivo e che le sue visioni inquietanti sono quello che il fratello vede e vive in prima persona. Keith è un assassino e i due gemelli sono in collegamento telepatico.
Dopo aver scoperto che vive ad Amburgo, Craig parte per rintracciarlo e fermarlo. Durante le ricerche, a causa della somiglianza con il gemello, viene sospettato dalla polizia di essere il colpevole dei crimini di Keith e faticherà per non essere arrestato. Durante uno dei suoi frequenti incubi, Craig si ricorda che i propri genitori sono stati deliberatamente uccisi dal fratello cattivo che li ha investiti con l'auto di famiglia. Alla fine, Keith viene ucciso ma sia Craig che la moglie capiscono che in realtà si è riunito nuovamente con il fratello buono cambiandone il carattere...

## Produzione
Finanziato per la maggior parte dalla casa di produzione tedesca Zadar Filmgesellschaft, regista e troupe erano italiani.